# بريك بودن
بريك بودن (بالإنجليزية: Breck Bowden)‏ هو عالم بيئة أمريكي، ولد في 1951.